# Sam Bewley
Samuel Ryan Bewley, detto Sam (Rotorua, 22 luglio 1987), è un ex pistard ed ex ciclista su strada neozelandese.

## Palmarès

### Strada
- 2006 (una vittoria)

8ª tappa Tour of Southland (Te Anau > Mossburn-Lumsden)
- 2012 (Orica GreenEDGE, una vittoria)

3ª tappa New Zealand Cycle Classic (Palmerston North > Palmerston North)

#### Altri successi
- 2015 (Orica GreenEDGE)

1ª tappa Giro d'Italia (San Lorenzo Mare > Sanremo, cronosquadre)
- 2018 (Mitchelton-Scott)

Classifica generale Hammer Hong Kong
- 2019 (Mitchelton-Scott)

1ª tappa, 2ª semitappa Settimana Internazionale di Coppi e Bartali (Gatteo a Mare > Gatteo, cronosquadre)

### Pista
- 2009

Campionati oceaniani, Inseguimento a squadre (con Westley Gough, Peter Latham e Marc Ryan)
Campionati oceaniani, Corsa a punti
- 2010

Coppa del Mondo (Calì), Inseguimento a squadre (con Westley Gough, Jesse Sergent e Marc Ryan)
- 2011

Campionati oceaniani, Inseguimento a squadre (con Jesse Sergent, Aaron Gate e Marc Ryan)
Coppa del Mondo (Calì), Inseguimento a squadre (con Aaron Gate, Jesse Sergent e Marc Ryan)

## Piazzamenti

### Grandi Giri
- Giro d'Italia

2015: 122º
2016: 125º
2018: 130º
- Tour de France

2020:  ritirato (10ª tappa)
- Vuelta a España

2013: non partito (14ª tappa)
2014: 135º
2016: 140º
2017: 143º
2019: 100º

### Classiche monumento
- Milano-Sanremo

2016: ritirato
2018: 104º
- Giro delle Fiandre

2015: 125º
2016: ritirato
2017: 69º
2022: ritirato
- Parigi-Roubaix

2014: ritirato
2015: fuori tempo massimo
2016: ritirato
2017: ritirato
2021: ritirato
- Liegi-Bastogne-Liegi

2019: ritirato

### Competizioni mondiali
- Campionati del mondo su pista

Palma di Maiorca 2007 - Inseguimento a squadre: 4°
Manchester 2008 - Inseguimento a squadre: 4°
Ballerup 2010 - Inseguimento a squadre: 3°
Apeldoorn 2011 - Inseguimento a squadre: 4°
Melbourne 2012 - Inseguimento a squadre: 3°
- Campionati del mondo su strada

Vienna 2005 - In linea Juniores: ritirato
Stoccarda 2007 - Cronometro Under-23: 35º
Stoccarda 2007 - In linea Under-23: ritirato
Mendrisio 2009 - In linea Under-23: ritirato
Valkenburg 2012 - Cronosquadre: 3º
Valkenburg 2012 - Cronometro Elite: 31º
Toscana 2013 - Cronometro Elite: 56º
Toscana 2013 - In linea Elite: ritirato
Richmond 2015 - Cronosquadre: 4º
Richmond 2015 - Cronometro Elite: 43º
Richmond 2015 - In linea Elite: ritirato
Innsbruck 2018 - In linea Elite: ritirato
- Giochi olimpici

Pechino 2008 - Inseguimento a squadre: 3º
Londra 2012 - Inseguimento a squadre: 3º